# 튀르키예의 지역

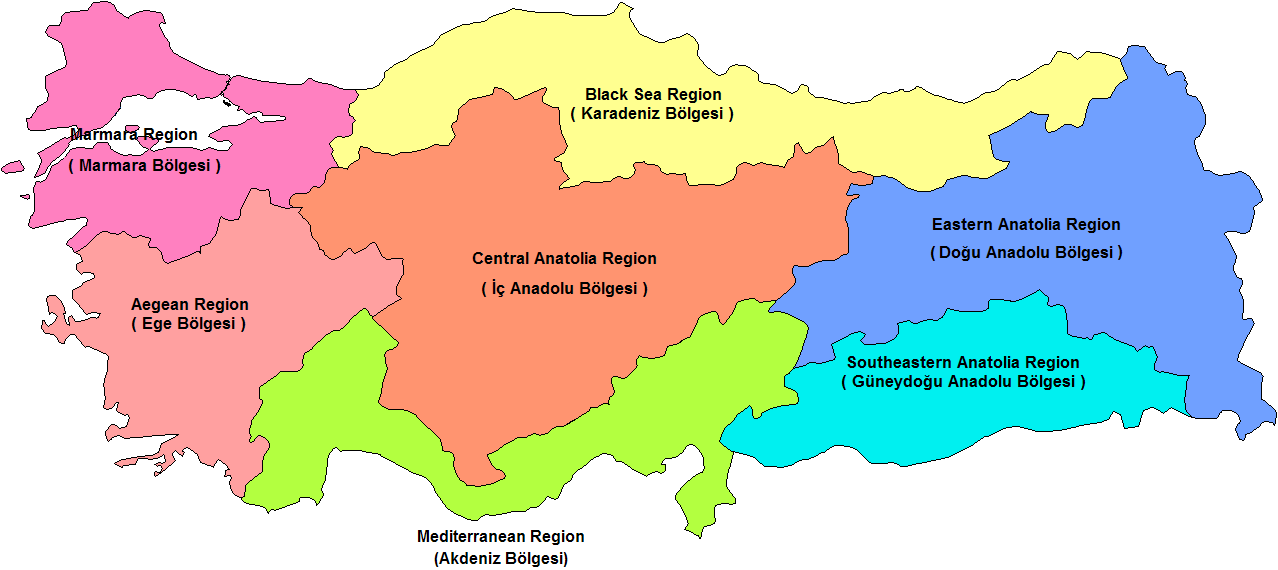
튀르키예의 지역

튀르키예는 지리적으로 7개 지역(튀르키예어: Bölge)으로 나뉜다. 이들 지역은 공식적인 행정 구역 단위는 아니며 인구 조사, 통계 목적으로 사용된다.

## 에게해 지역(Ege/Aegean Region)(Ege Bölgesi)

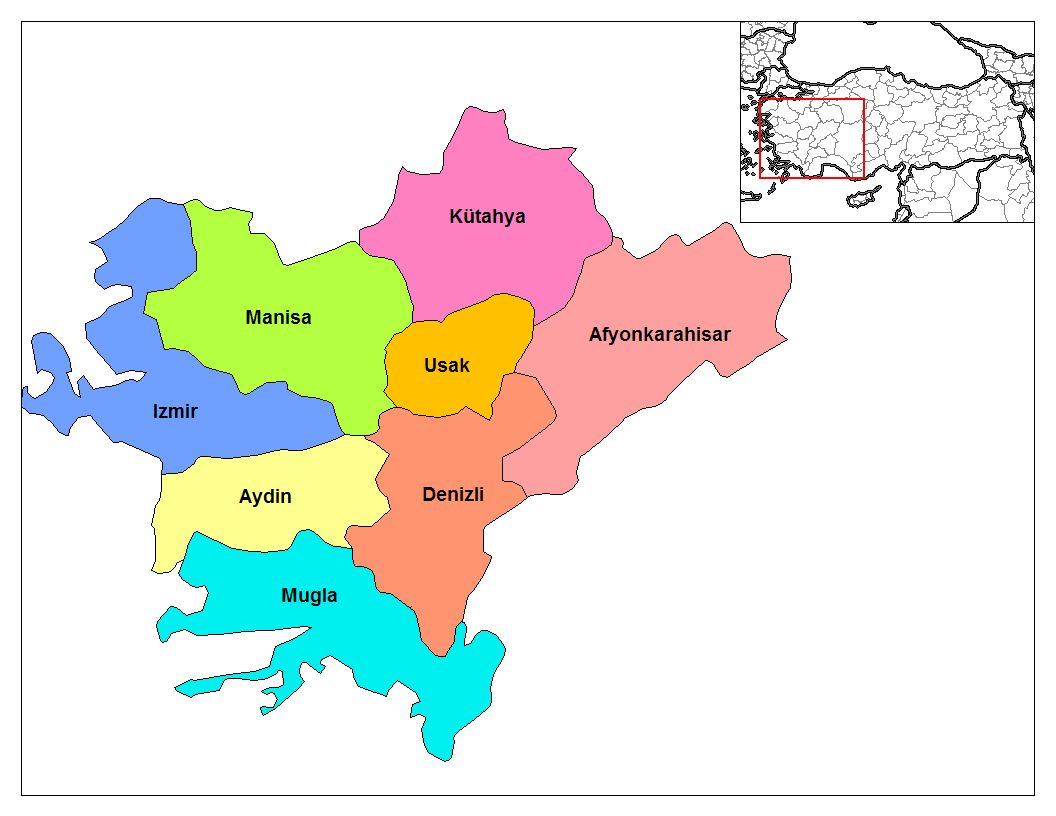
에게해 지역

- 아피온카라히사르주
- 아이딘주
- 데니즐리주
- 이즈미르주
- 퀴타히아주
- 마니사주
- 물라주
- 우샤크주

## 흑해 지역(Karadeniz Bölgesi)

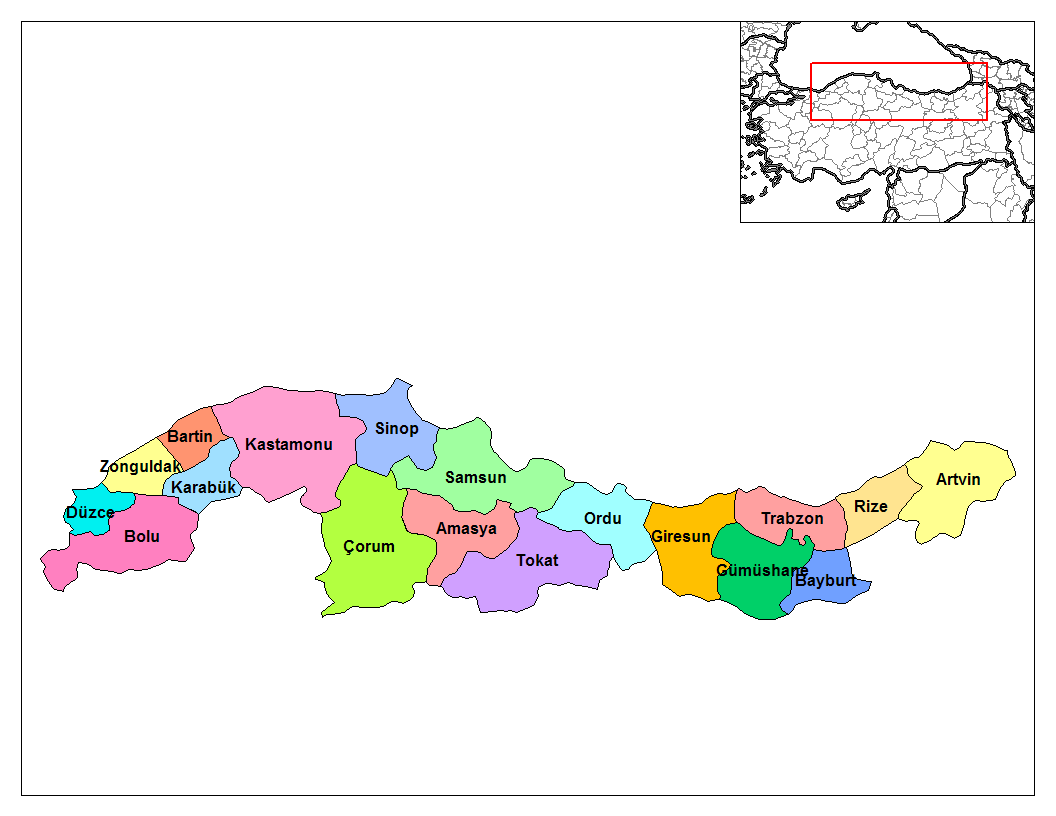
흑해 지역

- 아마시아주
- 아르트빈주
- 볼루주
- 초룸주
- 기레순주
- 귀뮈샤네주
- 카스타모누주
- 오르두주
- 리제주
- 삼순주
- 시노프주
- 토카트주
- 트라브존주
- 종굴다크주
- 바이부르트주
- 바르틴주
- 카라뷔크주
- 뒤즈제주

## 중앙아나톨리아 지역(İç Anadolu Bölgesi)

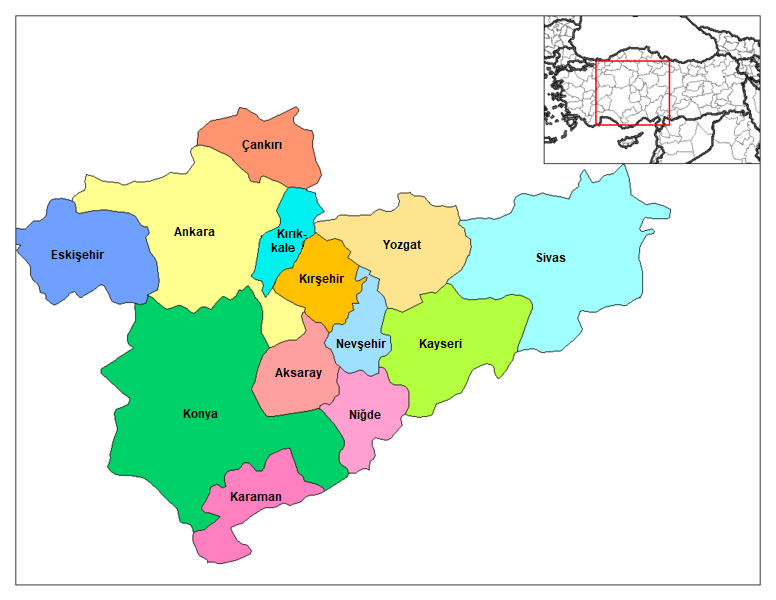
중앙아나톨리아 지역

- 앙카라주
- 창키리주
- 에스키셰히르주
- 카이세리주
- 키르셰히르주
- 코니아주
- 네브셰히르주
- 니데주
- 시바스주
- 요즈가트주
- 악사라이주
- 카라만주
- 키리칼레주

## 동아나톨리아 지역(Doğu Anadolu Bölgesi)

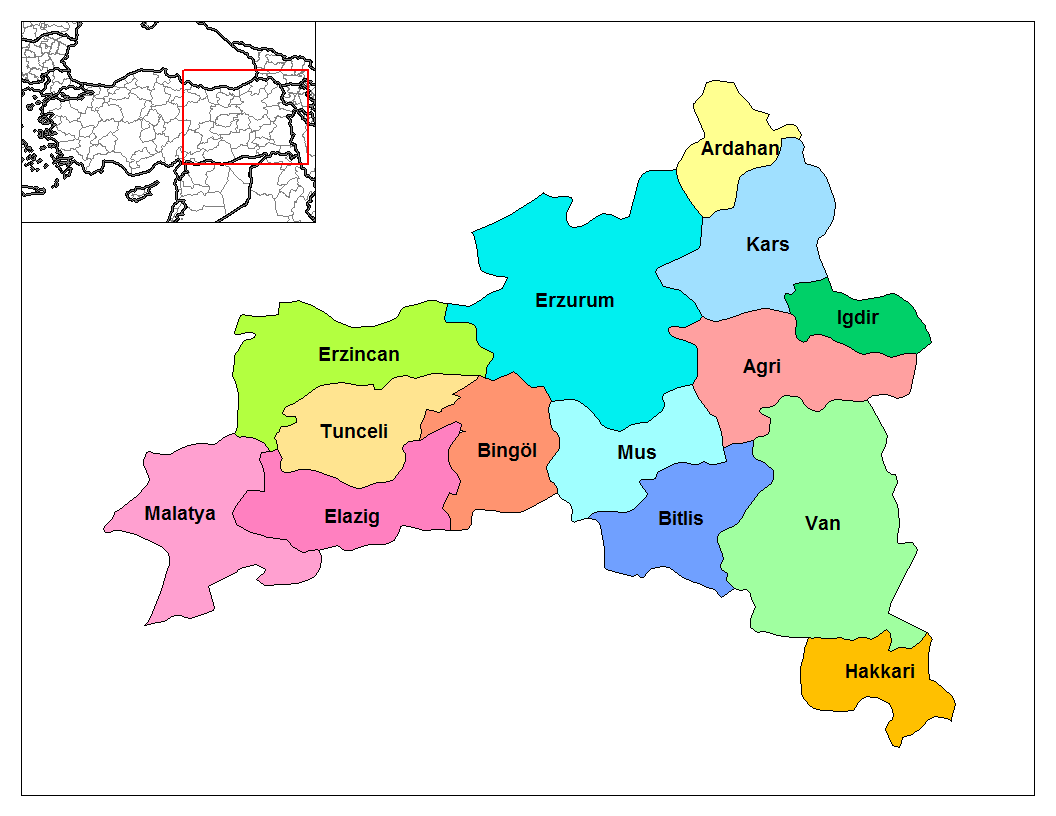
동아나톨리아 지역

- 아르주
- 빙괼주
- 비틀리스주
- 엘라지주
- 에르진잔주
- 에르주룸주
- 하카리주
- 카르스주
- 말라티아주
- 무슈주
- 툰젤리주
- 반주
- 아르다한주
- 이디르주

## 마르마라 지역(Marmara Bölgesi)

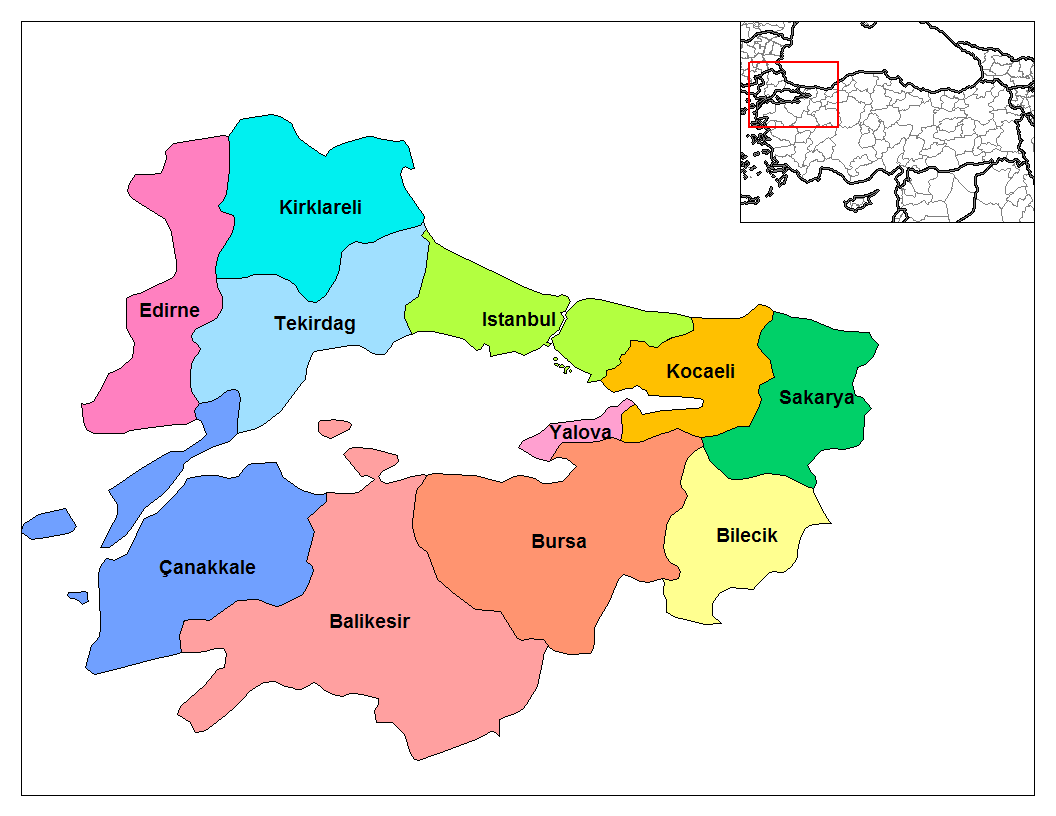
마르마라 지역

- 발리케시르주
- 빌레지크주
- 부르사주
- 차나칼레주
- 에디르네주
- 이스탄불주
- 키르클라렐리주
- 코자엘리주
- 사카리아주
- 테키르다주
- 얄로바주

## 지중해 지역(Akdeniz Bölgesi)

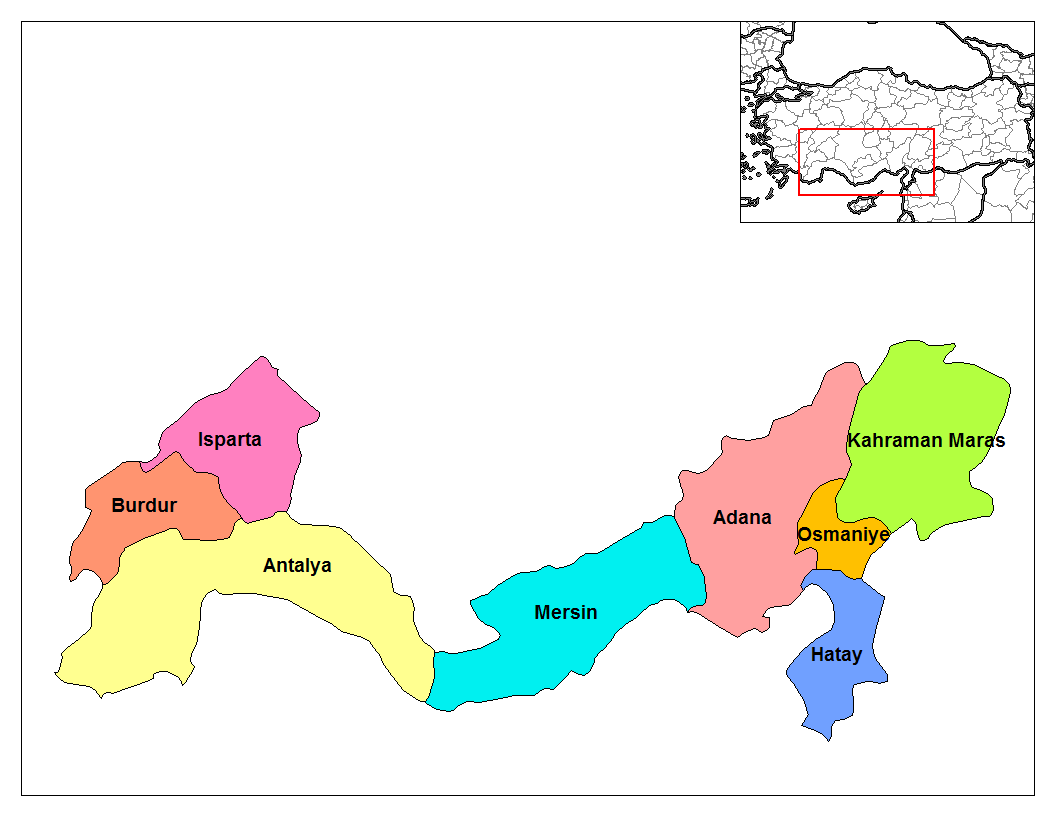
지중해 지역

- 아다나주
- 안탈리아주
- 부르두르주
- 하타이주
- 이스파르타주
- 메르신주
- 카흐라만마라시주
- 오스마니예주

## 동남아나톨리아 지역(Güneydoğu Anadolu Bölgesi)

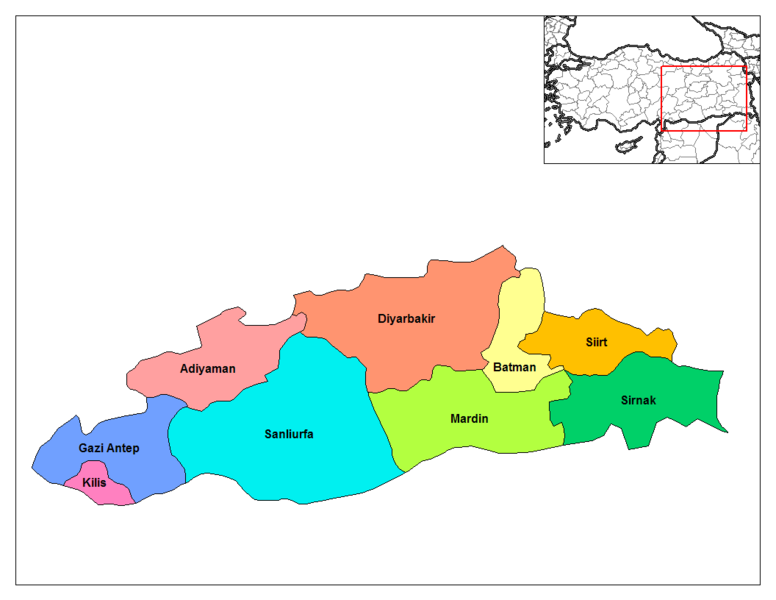
동남아나톨리아 지역

- 아디야만주
- 디야르바키르주
- 가지안테프주
- 킬리스주
- 마르딘주
- 시이르트주
- 샨리우르파주
- 바트만주
- 시르나크주

## 같이 보기
- 튀르키예의 행정 구역